# Alan Pietruszewski
Alan Pietruszewski (* 3. Dezember 1962 in Buffalo, New York) ist ein US-amerikanischer Schauspieler und Filmproduzent.

## Leben
Pietruszewski wurde am 3. Dezember 1962 in Buffalo geboren. Von 1984 bis 2008 diente er bei der United States Navy und beendete den Dienst im Rang eines Commander. Bereits während seiner Zeit bei der Navy wirkte er ab 2003 in verschiedenen Film- und Serienproduktionen mit. Von 2006 bis 2011 spielte er in 13 Episoden der Fernsehserie Reich und Schön mit. 2008 wirkte er in zwei Episoden der Fernsehserie Zeit der Sehnsucht sowie 2010 in drei Episoden der Fernsehserie All My Children mit. 2015 stellte er die Rolle des Neil im Mockbuster Marsland – Kein Ort zum Überleben dar. Außerdem folgten im selben Jahr Episodenrollen in den Fernsehserien The Last Ship und Awkward – Mein sogenanntes Leben. 2018 hatte er eine Nebenrolle im Film The First Purge und 2019 im Film Secret Obsession inne. Als Episodendarsteller spielte er in Timeless, Homeland, Westworld sowie 2020 im Spielfilm Greenland mit.
Als Filmschaffender war er als Produzent und Drehbuchautor ab 2014 an verschiedenen Kurzfilmproduktionen beteiligt. 2018 fungierte er als Produzent und Executive Producer am Film Another Time, der am 28. April 2018 auf dem Newport Beach Film Festival gezeigt wurde.

## Filmografie (Auswahl)

### Schauspiel
- 2003: One Note Too High (Kurzfilm)
- 2004: Cold Case – Kein Opfer ist je vergessen (Cold Case, Fernsehserie, Episode 2x08)
- 2005: Sex, Shoes & Unicorns
- 2005: Nanny and the Professional (Kurzfilm)
- 2006: Know Your Enemy (Kurzfilm)
- 2006: Navy CIS (NCIS, Fernsehserie, Episode 3x24)
- 2006: Love Is for Democrats (Kurzfilm)
- 2006: Broken Hearts Club
- 2006–2011: Reich und Schön (The Bold and the Beautiful, Fernsehserie, 13 Episoden)
- 2007: CSI: Miami (Fernsehserie, Episode 5x14)
- 2007: Schatten der Leidenschaft (The Young and the Restless, Fernsehserie, Episode 1x8641)
- 2007: The Line (Kurzfilm)
- 2007: Severe Visibility
- 2007: Gone (Kurzfilm)
- 2008: Zeit der Sehnsucht (Days of Our Lives, Fernsehserie, 2 Episoden)
- 2009: The Broken Hearts Club
- 2009: Dollhouse (Fernsehserie, Episode 2x04)
- 2009: Workshop (Fernsehserie, 2 Episoden)
- 2010: All My Children (Fernsehserie, 3 Episoden)
- 2010: Level 26: Dark Prophecy
- 2010: The Event (Fernsehserie, Episode 1x05)
- 2010: Whole (Kurzfilm)
- 2010: P Lo’s House
- 2011: Criminal Minds (Fernsehserie, Episode 6x18)
- 2011: Reactionary (Kurzfilm)
- 2011: Transformers 3 (Transformers: Dark of the Moon)
- 2011: The Mentalist (Fernsehserie, Episode 4x04)
- 2011: Meet the Tweeds (Kurzfilm)
- 2011: CSI: NY (Fernsehserie, Episode 8x08)
- 2011: Residence Break (Kurzfilm)
- 2011: Domestic (Kurzfilm)
- 2012: Luck (Fernsehserie, Episode 1x04)
- 2012: Hello Herman
- 2012: Zero Dark Thirty
- 2012: Vessel (Kurzfilm)
- 2013: Roadside
- 2013: Hit the Floor (Fernsehserie, Episode 1x07)
- 2013: Climate Name Change (Kurzfilm)
- 2013: Die Thundermans (The Thundermans, Fernsehserie, Episode 1x01)
- 2013: Pen 15 Club (Kurzfilm)
- 2013: Donna Bachler’s A Homecoming (Kurzfilm)
- 2014: Dawn of the Crescent Moon
- 2014: Stranglehold
- 2014: Jennifer Falls (Fernsehserie, Episode 1x05)
- 2014: The Kill Corporation (Fernsehserie, Episode 1x02)
- 2014: The Glory Hole (Kurzfilm)
- 2014: Hot in Cleveland (Fernsehserie, Episode 6x02)
- 2014: Hot Shots (Kurzfilm)
- 2014: Eleven (Kurzfilm)
- 2015: Just Another Dance with My Father (Kurzfilm)
- 2015: Battle for Skyark
- 2015: The Last Ship (Fernsehserie, Episode 2x03)
- 2015: Awkward – Mein sogenanntes Leben (Awkward., Fernsehserie, Episode 5x02)
- 2015: Marsland – Kein Ort zum Überleben (Martian Land)
- 2016: Living Lost
- 2016: Darryl (Kurzfilm)
- 2016: Into the Equinox
- 2017: Stage Fright
- 2017: Franklin (Kurzfilm)
- 2017: Transformers: The Last Knight
- 2017: Teen Wolf (Fernsehserie, Episode 6x14)
- 2017: Schreck-Attack (Walk the Prank, Fernsehserie, Episode 2x03)
- 2017: Framed by My Fiancé (Fernsehfilm)
- 2017: S.W.A.T. (Fernsehserie, Episode 1x05)
- 2018: Adopted (Fernsehserie, Episode 2x03)
- 2018: Another Time
- 2018: The First Purge
- 2018: Cold Brook
- 2018: Turnt (Fernsehserie, Episode 1x38)
- 2018: Timeless (Fernsehserie, Episode 2x11)
- 2018: The X Species
- 2019: Secret Obsession
- 2019: Bennett’s War
- 2019: Infiltration (Kurzfilm)
- 2020: Homeland (Fernsehserie, Episode 8x04)
- 2020: Westworld (Fernsehserie, Episode 3x07)
- 2020: Greenland
- 2021: Z-Listers (Fernsehserie, Episode 1x05)
- 2022: Hall Pass Nightmare (Fernsehfilm)
- 2022: Classified (Fernsehfilm)
- 2022: Echo 3 (Fernsehserie, Episode 1x01)

### Produktion
- 2014: On the Rocks (Kurzfilm; auch Drehbuch)
- 2014: The Interlude (Kurzfilm; auch Drehbuch)
- 2014: Hot Shots (Kurzfilm; auch Drehbuch)
- 2016: One Halloween (Kurzfilm)
- 2018: Another Time

## Theater (Auswahl)
- Sam’s Birthday, Blank Theater
- Three Days, three Girls and an angry Asian Man, Edgemar Center for the Arts
- California Suite, Redondo Beach Playhouse
- Oklahoma, James Armstrong Theater Torr
- Interview, Black Box Theater